# Tetragnatha bituberculata
Tetragnatha bituberculata är en spindelart som beskrevs av Ludwig Carl Christian Koch 1867. Tetragnatha bituberculata ingår i släktet sträckkäkspindlar, och familjen käkspindlar. Inga underarter finns listade i Catalogue of Life.